# Єлань (Новокузнецький район)
Єла́нь (рос. Елань) — селище у складі Новокузнецького району Кемеровської області, Росія. Входить до складу Центрального сільського поселення.

## Населення
Населення — 1704 особи (2010; 1645 у 2002).
Національний склад (станом на 2002 рік):
- росіяни — 92 %